# 国民革命军集团军序列

国民革命军军旗

集团军是中华民国国民革命军的军事编制单位。

## 北伐战争
北伐战争时期，国民革命军组建一批集团军：
1927年4月5日，武汉国民政府改编部队：
- 第一集团军 总司令蒋介石
  - 第一方面军 总指挥何应钦
  - 第二方面军 总指挥程潜
  - 第三方面军 总指挥李宗仁
  - 第四方面军 总指挥唐生智。4月19日，武汉国民政府决定举行二次北伐，辖3个纵队。
  - 第五方面军（滇军）  总指挥朱培德，1927年4月由第三军以及收编滇军金汉鼎、杨池生、杨如轩三个师兵力六万人组建。
- 第二集团军 总司令冯玉祥
  - 第一方面军总指挥　孙良诚
    - 第三军军长　孙良诚
    - 第四军军长　马鸿逵
    - 第五军军长　石友三

  - 第二方面军总指挥　孙连仲
    - 第一军军长　梁寿恺
    - 第十四军军长　孙连仲
    - 第二十三军军长　秦德纯

  - 第三方面军总指挥　方振武/韩复榘
    - 第六军军长　韩复榘
    - 骑二军军长　席液池

  - 第八方面军总指挥　刘镇华
    - 第二十三军军长　刘镇华
    - 第二十六军军长　刘茂恩
    - 第二十八军军长　万选才

  - 第九方面军总指挥　鹿钟麟
    - 第二十一军军长　吕秀文
    - 第十军军长　杨虎城
    - 骑兵第一军军长　郑大章
    - 第十八军军长　鹿钟麟
    - 第二十军军长　庞炳勋
    - 第二十七军军长　王鸿恩
    - 第三十一军军长　刘骥

  - 第四方面军总指挥　宋哲元（驻陕西）
    - 第二军军长　刘汝明
    - 第十五军军长　宋哲元

  - 第五方面军总指挥　岳维峻
  - 第六方面军总指挥　石敬亭（陕西）
    - 第十三军军长　张维玺

  - 第七方面军总指挥　刘郁芬（甘肃）
    - 第十军军长　刘郁芬

1927年宁汉分裂后，6月15日，武汉国民政府改编部队为：
- 第四集团军唐生智
  - 第一方面军 唐生智兼任 1927年10月20日，南京国民政府西征讨唐。慑于强大的军事压力，唐部或降蒋，或力战不支而败。唐生智于11月12日下野.第一方面军就此结束.
    - 第八军  唐生智兼任
    - 第三十五军 何健
    - 第三十六军 刘兴
    - 第十五军 刘佐龙
    - 第九军 彭汉章
    - 新编第五军 贺国光

  - 第二方面军 总指挥张发奎，参谋长谢膺白，副官长吴仲禧，秘书长高语罕，经理处长陈劲节，政治部主任兼党代表郭沫若，警卫团团长卢德铭。1927年9月18日张发奎下野，黄琪翔代理第二方面军总指挥职。1927年10月18日，广州政治分会临时军事委员会成立，第二方面军的名义取消。
    - 第四军 黄琪翔
    - 第十一军 朱晖日
    - 第二十军 贺龙

南京国民政府改编部队：
- 第1集团军
  - 第2军团总指挥陈调元
  - 第4军团总指挥方振武

1929年3月，蒋介石以陆海空军总司令的名义，为了即将开打的蒋桂战争，将全国部队改编为路军 (军事)。这一建制至1937年9月废除，改编为集团军。

## 1937年至1949年
1936年的制定的“作战方案”中，每个战区计划临时组建三个集团军，各负责一个作战正面。1937年7月25日军政部的会议上，第一战区部队暂分为三个集团军，分别由韩复榘、刘峙、宋哲元等指挥，第二战区分为第六、第七集团军，第三战区分为第四、第五集团军。1937年8月20日公布15个集团军序列番号，与上述编组未一一对应，但按其编组原则却基本符合临时组编组的性质——各集团军的编成存在一定的随意性，多是以驻地邻近的军、师临时组合。集团军总司令部也仅含参、副两处，其他军佐直属司令部，司令部官佐共计99人。就集团军所属部队而言，最多的辖5个军之多，最少的只有1个军，实力并不平均。每个集团军所属的军、师渊源都不相同，且变动频繁。之后广西、四川各成立两个集团军，薛岳新组建一个集团军，商震、万福麟军合编为一个集团军。至1937年底，国军共计编成21个集团军。
之后不断组建新的集团军，原有的21个集团军中有些被调整，有的番号被撤换，有的被裁撤；而徐源泉、杨森等人的部队新编为7个集团军。集团军的性质也发生了根本性的改变，不再是根据战场的需要由各军师就近临时编程的组织，而是由相同派系的军、师的固定组合，成为一级常设单位。到1938年底，集团军总数达到25个。川军已经获得了5个集团军的番号，晋、桂、粤军各获得两个，西北、东北、滇、宁马也获得了1个。
集团军作为一级常设单位被确立后，其构成也趋于稳定：除第十二、三十一集团军外，其他各集团军所辖部队多为1－2个军。各集团军的兵力配置日益均衡，集团军所辖的军、师开始固定下来，不再被频繁调调入或调离。集团军的这个变化，不仅与战争走向持久化有关，更多的还是国内政治的产物。1938年11月南岳军事会议决定兵团、军团、师辖旅建制后，部队再行组合，1939－1940年成立9个新集团军。其次，既有的集团军也不断重新组合。有的集团军因作战不力而被裁撤后，其番号给予新部队重新组成集团军。
抗战期间比集团军更大的军事编制单位有按地理区域划分的战区、兵团、方面军等。1937年9月末淞沪战场编组了三大兵团，分别是陈诚任总司令的左翼兵团（辖第15集团军、第19集团军）、朱绍良任总司令的中央兵团和张发奎任总司令的右翼兵团。1938年兰封会战期间，中央军近20万主力部队编成“豫东兵团”（亦称第一兵团），兵团总司令由第19集团军总司令薛岳担任。武汉会战期间，编组了4个兵团：薛岳第一兵团、张发奎第二兵团、孙连仲第三兵团、李品仙第四兵团。但集团军事实上不能算国民革命军抗日战争后期最大的作战单位，因为抗战后期又设立了方面军——1945年3月1日将滇越边区（总司令官卢汉）、第四战区（张发奎）、黔桂边区（汤恩伯）、第24集团军（王耀武）改编为第一、第二、第三、第四方面军。第一方面军，下辖辖第1集团军、第9集团军等部，方面军总司令卢汉、副总司令黄杰、关麟徵、霍揆彰。另，1943年2月重新组建的中国远征军，司令长官陈诚，副司令长官黄琪翔，下辖第11集团军、第20集团军等部。
集团军通常下辖两个以上的军或军团和若干其他辅助单位。抗战结束时共有40个集团军在编。国共内战时期又组建了三支集团军，同时所有的集团军逐渐被新的类似的军事编制兵团所取代。以下列表提供了国民革命军集团军的总体信息，包括组建时间、历任总司令及所参加重要战役。
抗战时期及抗战后国共内战期间，国民革命军的集团军的正式译法为Army Group，缩写为AG。而把集团军下辖的军团译为Corps，把军团下辖的军译为Army。例如，第18集团军的臂章即为“18AG”。又如，《行政院军队整编报告（1947年12月）》中指出“简化黄河以南指挥层次……改20AG为21A”，即把第20集团军整编为第21军（整编军）。1938年5月17日《何应钦等激励廖磊等部努力作战粉碎敌围攻徐州企图电》的报头为：“21AG廖总司令、19C冯军团长、68A刘军长：”，即第21集团军廖磊、第19军团冯治安、第68军刘汝明。
集团军下辖军团、军、甚至直辖独立师。集团军隶属于战区、兵团（1937年至1938年淞沪会战、兰封会战、武汉会战期间）、远征军、方面军（1945年3月以后）。1946年－1947年，集团军陆续整编为军（即整编军）、绥靖区、兵团等。
抗战初期的1937年－1939年，中国國民革命軍存在过相当于现代集团军地位的军团。军团下辖军、师，上隶于集团军或战区、兵团。著名的例子有台儿庄会战时汤恩伯的第20军团。
抗战期间共颁发了40个集团军的番号（后有番号撤销、转授）。不含抗战初期组建又被撤销的集团军，其派系分布为：
- 嫡系或半嫡系掌握的中央军有17个集团军，其中黄埔一期如胡宗南（第34）、关麟征（第15）、宋希濂（第11）、霍揆彰（第20）、杜聿明（第5）、李玉堂（第27）、王敬久（第25）、董钊（第38）等成为集团军总司令。第24集团军总司令、黄埔三期的王耀武是资历最浅的。另外还有卫立煌（第14）、汤恩伯（第31）、罗卓英（第19）、上官云相（第32）、陈仪（第25）等保定军官学校将领掌握的嫡系部队。
- 西北军系有宋哲元的第1集团军（后为第33集团军）、孫連仲的第2集团军、韩复榘的第3集团军；庞炳勋的第24集团军，投敌后番号被撤销。
- 杨虎城陕军的孫蔚如第4集团军；
- 阎锡山的晋绥军4个集团军分别是杨爱源的第6集团军、傅作义的第7集团军、孙楚的第8集团军、王靖国的第13集团军。
- 桂系军队的3个集团军是第11集团军（李品仙）、第21集团军（廖磊）、夏威第16集团军是桂系和粤系军队合编而成。
- 川军部队有7个集团军：邓锡侯第22集团军、刘湘（唐式遵）第23集团军、杨森第27集团军、潘文华第28集团军、王瓒绪第29集团军、王陵基第30集团军，1939年建李家钰第36集团军。
- 粤军有余汉谋第12集团军和叶肇第37集团军。
- 湘军有刘建绪的第10集团军。
- 滇军有第1集团军。
- 马家军有马鸿逵第17集团军和马步芳第40集团军。
- 共产党的第18集团军。

到1944年，为了控制云南和监视滇军，以及准备反攻滇西，云南已经涌进了中央军的四个集团军，杜聿明第5集团军、关麟征第15集团军、宋希濂第11集团军和霍揆彰第20集团军，为后来拿下龙云做好了军事准备。

### 第一至第十集團軍
| 单位       | 组建日期                                          | 总司令     | 任期                                     | 主要战役                                                                                        | 副总司令                                                   | 注释 |
| ---------- | ------------------------------------------------- | ---------- | ---------------------------------------- | ----------------------------------------------------------------------------------------------- | ---------------------------------------------------------- | --- |
| 第一集團軍 | 组建：1937年8月6日 1938年10月改编为第三十三集团军 | 宋哲元     | 1937年8月－1938年4月                     | 津浦线作战 豫西北会战                                                                           | 万福麟 冯治安                                              | 由宋哲元第二十九军改编，隶属第一战区，下辖张自忠第五十九军、冯治安第七十七军和刘汝明第六十八军。1938年退入河南省归第五战区。 |
| 第一集團軍 | 重新组建：1938年10月 改称第一兵团：1947年9月      | 龍雲       | 1938年10月－1939年1月                    | 无                                                                                              | 卢汉 高荫槐 孙渡 陈铁                                      | 由滇军组建。辖卢汉第六十军、孙渡第五十八军和张冲新编第三军                                                                   |
| 第一集團軍 | 重新组建：1938年10月 改称第一兵团：1947年9月      | 盧漢       | 1939年1月－1945年3月                     | 南昌會戰 第一次长沙战役 1939年冬季攻势 第二次长沙战役 第三次长沙战役 浙赣战役 鄂西會戰 常德會戰 | 卢汉 高荫槐 孙渡 陈铁                                      | 由滇军组建。辖卢汉第六十军、孙渡第五十八军和张冲新编第三军                                                                   |
| 第一集團軍 | 重新组建：1938年10月 改称第一兵团：1947年9月      | 孫渡       | 1945年3月－1947年9月                     | 无                                                                                              | 卢汉 高荫槐 孙渡 陈铁                                      | 由滇军组建。辖卢汉第六十军、孙渡第五十八军和张冲新编第三军                                                                   |
| 单位       | 组建日期                                          | 总司令     | 任期                                     | 主要战役                                                                                        | 副总司令                                                   | 注释 |
| 第二集團軍 | 组建：1937年8月6日 改称第四绥靖区：1945年10月     | 劉峙       | 1937年9月－1938年2月                     | 平汉路北段作战 太原會戰                                                                         | 孙连仲 庞炳勋 刘汝明 田镇南 曹福林 孔令恂                  | 豫皖绥靖主任公署改编。辖孫連仲第一军团、东北军檀自新骑兵第10师、裴昌会步兵第47师、曾万钟第三军、关麟征第五十二军             |
| 第二集團軍 | 组建：1937年8月6日 改称第四绥靖区：1945年10月     | 孫連仲     | 1938年2月－1943年8月升任第六战区司令长官 | 臺兒莊會戰 隨棗會戰 1939年冬季攻势 棗宜會戰 豫南會戰 第二次长沙战役 鄂西會戰                    | 孙连仲 庞炳勋 刘汝明 田镇南 曹福林 孔令恂                  | 由西北军第二十六路军改变的第一军团扩编。辖第三十军、第四十二军，共有第27师、第30师、第31师。后编入第五十五军、第六十八军     |
| 第二集團軍 | 组建：1937年8月6日 改称第四绥靖区：1945年10月     | 劉汝明     | 1943年8月－1945年10月                    | 常德會戰 豫西鄂北會戰                                                                           | 孙连仲 庞炳勋 刘汝明 田镇南 曹福林 孔令恂                  | 第五十五军、第六十八军 |
| 单位       | 组建日期                                          | 总司令     | 任期                                     | 主要战役                                                                                        | 副总司令                                                   | 注释 |
| 第三集團軍 | 组建：1937年8月6日 撤销：1943年3月14日            | 閻錫山     | 1927年1月－1937年9月，蔣介石任命         | 无                                                                                              | 沈鸿烈 于学忠 孙桐萱 曹福林 张雪中 郭希鹏 于达 王世和      | 由韩复榘的山东第三路军组建。辖孙桐萱第十二军、第五十五军、第五十六军和驻青岛的于学忠第五十一军。                             |
| 第三集團軍 | 组建：1937年8月6日 撤销：1943年3月14日            | 韓復榘     | 1937年8月6日－1938年1月11日              | 津浦线战役                                                                                      | 沈鸿烈 于学忠 孙桐萱 曹福林 张雪中 郭希鹏 于达 王世和      | 由韩复榘的山东第三路军组建。辖孙桐萱第十二军、第五十五军、第五十六军和驻青岛的于学忠第五十一军。                             |
| 第三集團軍 | 组建：1937年8月6日 撤销：1943年3月14日            | 于學忠     | 1938年1月13日－1938年6月7日              | 徐州会战                                                                                        | 沈鸿烈 于学忠 孙桐萱 曹福林 张雪中 郭希鹏 于达 王世和      | 由韩复榘的山东第三路军组建。辖孙桐萱第十二军、第五十五军、第五十六军和驻青岛的于学忠第五十一军。                             |
| 第三集團軍 | 组建：1937年8月6日 撤销：1943年3月14日            | 孫桐萱     | 1938年6月7日－1943年2月18日              | 武汉会战 1939年冬季攻势 豫南會戰                                                                | 沈鸿烈 于学忠 孙桐萱 曹福林 张雪中 郭希鹏 于达 王世和      | 由韩复榘的山东第三路军组建。辖孙桐萱第十二军、第五十五军、第五十六军和驻青岛的于学忠第五十一军。                             |
| 第三集團軍 | 组建：1937年8月6日 撤销：1943年3月14日            | 張雪中代理 | 1943年2月18日－1943年3月14日             | 无                                                                                              | 沈鸿烈 于学忠 孙桐萱 曹福林 张雪中 郭希鹏 于达 王世和      | 由韩复榘的山东第三路军组建。辖孙桐萱第十二军、第五十五军、第五十六军和驻青岛的于学忠第五十一军。                             |
| 第三集團軍 | 重新组建：1943年9月 撤销：1946年11月              | 李鐵軍     | 1943年9月－1944年2月                     | 无                                                                                              | 沈鸿烈 于学忠 孙桐萱 曹福林 张雪中 郭希鹏 于达 王世和      | |
| 第三集團軍 | 重新组建：1943年9月 撤销：1946年11月              | 趙壽山     | 1944年2月－1946年11月                    | 无                                                                                              | 沈鸿烈 于学忠 孙桐萱 曹福林 张雪中 郭希鹏 于达 王世和      | |
| 单位       | 组建日期                                          | 总司令     | 任期                                     | 主要战役                                                                                        | 副总司令                                                   | 注释 |
| 第四集團軍 | 组建：1937年8月6日 撤销：1938年                   | 蔣鼎文     | 1937年9月－1939年2月                     | 无                                                                                              |                                                            | 中央军在福建组建。辖第二军的第三师、第八十师、独六旅等部，归第四战区指挥。                                                   |
| 第四集團軍 | 1938年11月组建，1947年3月撤销                     | 孫蔚如     | 1939年2月－1945年6月                     | 1939年冬季攻势 晉南會戰 豫湘桂會戰 豫西鄂北會戰                                                 | 李家钰 陈铁 裴昌会 张雪中 李兴中 韩汉英                    | 由陕军第十七路军沿革的第三十一军团扩编。辖赵寿山第三十八军、李兴中第九十六军、李家钰第四十七军。驻守中条山。                 |
| 第四集團軍 | 1938年11月组建，1947年3月撤销                     | 李興中     | 1945年6月－1947年3月                     | 无                                                                                              | 李家钰 陈铁 裴昌会 张雪中 李兴中 韩汉英                    | 由陕军第十七路军沿革的第三十一军团扩编。辖赵寿山第三十八军、李兴中第九十六军、李家钰第四十七军。驻守中条山。                 |
| 单位       | 组建日期                                          | 总司令     | 任期                                     | 主要战役                                                                                        | 副总司令                                                   | 注释 |
| 第五集團軍 | 组建：1937年8月6日 撤销：1937年                   | 顧祝同     | 1937年9月－1938年6月                     | 淞滬會戰                                                                                        | 上官云相 刘茂恩 陈铁 黄杰 王耀武                           | 中央军。辖第八军、第一军、第二十六军、第五十七军等部，归第五战区、第三战区、第二战区、第一战区指挥。                         |
| 第五集團軍 | 1938年6月－1939年2月                              | 于學忠     | 1938年6月－1939年2月                     | 无                                                                                              | 上官云相 刘茂恩 陈铁 黄杰 王耀武                           | 于學忠第五十一军组建。 |
| 第五集團軍 | 1939年2月－1942年3月                              | 曾萬鐘     | 1939年2月－1942年3月                     | 1939年冬季攻势 晉南會戰                                                                         | 上官云相 刘茂恩 陈铁 黄杰 王耀武                           | 曾萬鐘第三军组建 |
| 第五集團軍 | 重新组建：1943年1月 撤销：1945年4月               | 杜聿明     | 1943年1月－1945年4月                     | 无                                                                                              | 上官云相 刘茂恩 陈铁 黄杰 王耀武                           | |
| 单位       | 组建日期                                          | 总司令     | 任期                                     | 主要战役                                                                                        | 副总司令                                                   | 注释 |
| 第六集團軍 | 组建：1937年9月 改称为第十兵团：1948年11月        | 楊愛源     | 1937年9月－1939年3月                     | 太原會戰                                                                                        | 孙楚 杨澄源 梁培璜 吕瑞英 刘奉滨                           | |
| 第六集團軍 | 组建：1937年9月 改称为第十兵团：1948年11月        | 陳長捷     | 1939年3月－1941年1月                     | 1939年冬季攻势                                                                                  | 孙楚 杨澄源 梁培璜 吕瑞英 刘奉滨                           | |
| 第六集團軍 | 组建：1937年9月 改称为第十兵团：1948年11月        | 楊愛源     | 1941年1月－1946年1月                     | 无                                                                                              | 孙楚 杨澄源 梁培璜 吕瑞英 刘奉滨                           | |
| 第六集團軍 | 组建：1937年9月 改称为第十兵团：1948年11月        | 王靖國     | 1946年1月－1948年11月                    | 无                                                                                              | 孙楚 杨澄源 梁培璜 吕瑞英 刘奉滨                           | |
| 单位       | 组建日期                                          | 总司令     | 任期                                     | 主要战役                                                                                        | 副总司令                                                   | 注释 |
| 第七集團軍 | 组建：1937年9月 改称为山西野战军司令部：1948年5月 | 傅作義     | 1937年9月－1939年3月                     | 太原會戰                                                                                        | 刘汝明 彭毓斌 于镇河                                       | 傅作義第三十五军组建 |
| 第七集團軍 | 组建：1937年9月 改称为山西野战军司令部：1948年5月 | 趙承綬     | 1939年3月－1948年5月                     | 1939年冬季攻势                                                                                  | 刘汝明 彭毓斌 于镇河                                       | 傅作義第三十五军组建 |
| 单位       | 组建日期                                          | 总司令     | 任期                                     | 主要战役                                                                                        | 副总司令                                                   | 注释 |
| 第八集團軍 | 组建：1937年9月 撤销：1938年7月                   | 張發奎     | 1937年9月－1938年7月                     | 武漢會戰                                                                                        | 黄琪翔 廖磊 叶肇 李汉魂                                    | 参加淞沪会战担任右翼作战任务                                                                                                 |
| 第八集團軍 | 重新组建：1939年2月 改称为第十五兵团：1948年11月  | 孫楚       | 1939年2月－1948年11月                    | 晉南會戰                                                                                        | 赵承绶 楚溪春                                              | 晋绥军 |
| 单位       | 组建日期                                          | 总司令     | 任期                                     | 主要战役                                                                                        | 副总司令                                                   | 注释 |
| 第九集團軍 | 组建：1937年9月 撤销：1938年1月                   | 張治中     | 1937年9月－1937年10月                    | 淞沪会战                                                                                        | 黄琪翔 香翰屏 上官云相 叶肇 缪培南 张耀明 何绍周 吴绍周    | 中央军 |
| 第九集團軍 | 组建：1937年9月 撤销：1938年1月                   | 朱紹良     | 1937年10月－1937年12月                   | 无                                                                                              | 黄琪翔 香翰屏 上官云相 叶肇 缪培南 张耀明 何绍周 吴绍周    | 中央军 |
| 第九集團軍 | 组建：1937年9月 撤销：1938年1月                   | 顧祝同     | 1937年12月－1938年1月                    | 无                                                                                              | 黄琪翔 香翰屏 上官云相 叶肇 缪培南 张耀明 何绍周 吴绍周    | 中央军 |
| 第九集團軍 | 重新组建：1938年8月 撤销：1945年3月               | 吳奇偉     | 1938年8月－1940年7月                     | 武汉会战 1939年冬季攻势                                                                         | 黄琪翔 香翰屏 上官云相 叶肇 缪培南 张耀明 何绍周 吴绍周    | 辖第四军 |
| 第九集團軍 | 重新组建：1938年8月 撤销：1945年3月               | 繆培南     | 1940年7月－1941年7月                     | 无                                                                                              | 黄琪翔 香翰屏 上官云相 叶肇 缪培南 张耀明 何绍周 吴绍周    | 辖第四军 |
| 第九集團軍 | 重新组建：1938年8月 撤销：1945年3月               | 關麟徵     | 1941年7月－1945年3月                     | 无                                                                                              | 黄琪翔 香翰屏 上官云相 叶肇 缪培南 张耀明 何绍周 吴绍周    | 辖第四军 |
| 单位       | 组建日期                                          | 总司令     | 任期                                     | 主要战役                                                                                        | 副总司令                                                   | 注释 |
| 第十集團軍 | 组建：1937年1月 改编为整编第十九军：1946年3月     | 劉建緒     | 1937年1月－1941年8月                     | 淞沪会战 1939年冬季攻势                                                                         | 陶广 俞济时 刘多荃 范绍增 夏楚中 彭善 张文清 刘尚志 朱鼎卿 | 劉建緒第二十八军组建 |
| 第十集團軍 | 组建：1937年1月 改编为整编第十九军：1946年3月     | 王敬玖     | 1941年8月－1945年12月                    | 第二次长沙战役 浙赣战役 鄂西會戰 常德會戰 湘西會戰                                              | 陶广 俞济时 刘多荃 范绍增 夏楚中 彭善 张文清 刘尚志 朱鼎卿 | 劉建緒第二十八军组建 |
| 第十集團軍 | 组建：1937年1月 改编为整编第十九军：1946年3月     | 歐震       | 1945年12月－1946年3月                    | 无                                                                                              | 陶广 俞济时 刘多荃 范绍增 夏楚中 彭善 张文清 刘尚志 朱鼎卿 | 劉建緒第二十八军组建 |

### 第十一至第二十集團軍
| 单位         | 组建日期                                                       | 总司令           | 任期                         | 主要战役                                                                               | 副总司令                                                   | 注释                                             |
| ------------ | -------------------------------------------------------------- | ---------------- | ---------------------------- | -------------------------------------------------------------------------------------- | ---------------------------------------------------------- | ------------------------------------------------ |
| 第十一集團軍 | 组建: 1937年9月 撤销: 1940年9月                                | 李品仙           | 1937年9月 – 1939年10月       | 徐州会战 武汉会战                                                                      | 廖磊 刘和鼎 萧之楚 张轸 黄杰 梁华盛 方天 施北衡            | 桂军组建，辖第三十一军                           |
| 第十一集團軍 | 组建: 1937年9月 撤销: 1940年9月                                | 夏威             | 1939年10月 – 1939年11月      | 无                                                                                     | 廖磊 刘和鼎 萧之楚 张轸 黄杰 梁华盛 方天 施北衡            | 桂军组建，辖第三十一军                           |
| 第十一集團軍 | 组建: 1937年9月 撤销: 1940年9月                                | 黃琪翔           | 1939年11月 – 1940年9月       | 1939年冬季攻势 棗宜會戰                                                                | 廖磊 刘和鼎 萧之楚 张轸 黄杰 梁华盛 方天 施北衡            | 桂军组建，辖第三十一军                           |
| 第十一集團軍 | 重新组建: 1941年11月 撤销: 1945年3月                           | 宋希濂           | 1941年11月 – 1944年9月       | 滇缅公路战役 第二次缅甸远征                                                            | 廖磊 刘和鼎 萧之楚 张轸 黄杰 梁华盛 方天 施北衡            |                                                  |
| 第十一集團軍 | 重新组建: 1941年11月 撤销: 1945年3月                           | 黃杰             | 1944年9月 – 1945年3月        | 滇西缅北战役                                                                           | 廖磊 刘和鼎 萧之楚 张轸 黄杰 梁华盛 方天 施北衡            |                                                  |
| 单位         | 组建日期                                                       | 总司令           | 任期                         | 主要战役                                                                               | 副总司令                                                   | 注释                                             |
| 第十二集團軍 | 组建: 1937年12月 改编为衢州绥靖公署: 1945年10月                | 余漢謀           | 1937年12月 – 1945年10月      | 广州会战 1939年冬季攻势                                                                | 叶肇 王俊 徐景唐 张达                                      | 粤军组建，辖第六十二军、第六十三军、第六十四军。 |
| 单位         | 组建日期                                                       | 总司令           | 任期                         | 主要战役                                                                               | 副总司令                                                   | 注释                                             |
| 第十三集團軍 | 组建: 1939年2月 撤销: 1946年1月                                | 王靖國           | 1939年2月 – 1946年1月        | 无                                                                                     | 陈长捷 刘奉滨                                              |                                                  |
| 单位         | 组建日期                                                       | 总司令           | 任期                         | 主要战役                                                                               | 副总司令                                                   | 注释                                             |
| 第十四集團軍 | 组建: 1937年9月 撤销: 1944年7月                                | 衛立煌           | 1937年9月 – 1939年10月       | 太原会战                                                                               | 冯钦哉 李默庵 刘戡 裴昌会 米文和 刘祖舜                    | 衛立煌第十四军组建。                             |
| 第十四集團軍 | 组建: 1937年9月 撤销: 1944年7月                                | 劉茂恩           | 1939年10月 – 1944年7月       | 1939年冬季攻势 晉南會戰 豫湘桂會戰                                                     | 冯钦哉 李默庵 刘戡 裴昌会 米文和 刘祖舜                    | 衛立煌第十四军组建。                             |
| 单位         | 组建日期                                                       | 总司令           | 任期                         | 主要战役                                                                               | 副总司令                                                   | 注释                                             |
| 第十五集團軍 | 组建: 1937年9月 撤销: 1940年7月                                | 陳誠             | 1937年9月 – 1937年11月       | 淞沪会战                                                                               | 罗卓英 刘建绪 关麟征 李仙洲 李楚瀛 徐梁 陈又新             | 陳誠第十八军组建。                               |
| 第十五集團軍 | 组建: 1937年9月 撤销: 1940年7月                                | 羅卓英           | 1937年11月 – 1937年12月      | 无                                                                                     | 罗卓英 刘建绪 关麟征 李仙洲 李楚瀛 徐梁 陈又新             | 陳誠第十八军组建。                               |
| 第十五集團軍 | 组建: 1937年9月 撤销: 1940年7月                                | 陳誠             | 1937年12月 – 1939年5月       | 武汉会战 第一次长沙战役                                                                | 罗卓英 刘建绪 关麟征 李仙洲 李楚瀛 徐梁 陈又新             | 陳誠第十八军组建。                               |
| 第十五集團軍 | 组建: 1937年9月 撤销: 1940年7月                                | 薛岳             | 1939年5月 – 1939年10月       | 无                                                                                     | 罗卓英 刘建绪 关麟征 李仙洲 李楚瀛 徐梁 陈又新             | 陳誠第十八军组建。                               |
| 第十五集團軍 | 组建: 1937年9月 撤销: 1940年7月                                | 關麟徵           | 1939年10月 – 1940年7月       | 1939年冬季攻势                                                                         | 罗卓英 刘建绪 关麟征 李仙洲 李楚瀛 徐梁 陈又新             | 陳誠第十八军组建。                               |
| 第十五集團軍 | 重新组建: 1941年5月 撤销: 1945年10月                           | 何柱國           | 1941年5月 – 1945年10月       | 第二次长沙战役 豫湘桂會戰                                                              | 罗卓英 刘建绪 关麟征 李仙洲 李楚瀛 徐梁 陈又新             |                                                  |
| 单位         | 组建日期                                                       | 总司令           | 任期                         | 主要战役                                                                               | 副总司令                                                   | 注释                                             |
| 第十六集團軍 | 组建: 1939年1月 撤销: 1945年3月                                | 夏威             | 1939年1月 – 1939年11月       | 无                                                                                     | 蔡廷锴 韦云淞 邓龙光 周祖晃 吴石 甘丽初                    |                                                  |
| 第十六集團軍 | 组建: 1939年1月 撤销: 1945年3月                                | 蔡廷鍇           | 1939年11月 – 1939年11月      | 桂南會戰                                                                               | 蔡廷锴 韦云淞 邓龙光 周祖晃 吴石 甘丽初                    |                                                  |
| 第十六集團軍 | 组建: 1939年1月 撤销: 1945年3月                                | 夏威             | 1939年11月 – 1945年3月       | 桂柳會戰                                                                               | 蔡廷锴 韦云淞 邓龙光 周祖晃 吴石 甘丽初                    |                                                  |
| 单位         | 组建日期                                                       | 总司令           | 任期                         | 主要战役                                                                               | 副总司令                                                   | 注释                                             |
| 第十七集團軍 | 组建: 1937年11月 撤销: 1945年10月                              | 馬鴻逵           | 1937年11月 – 1945年10月      | 綏西戰役                                                                               | 马麟 马鸿宾                                                |                                                  |
| 单位         | 组建日期                                                       | 总司令           | 任期                         | 主要战役                                                                               | 副总司令                                                   | 注释                                             |
| 第十八集團軍 | 组建: 1937年9月 独立组建为中国人民解放军: 1946年9月 - 1947年初 | 朱德             | 1937年9月 – 1947年初         | 平型关战斗 百团大战                                                                    | 彭德怀                                                     |                                                  |
| 新編第四軍   | 組建：1937年10月28日至1947年1月27日独立組建： 中國人民解放軍   | 前：葉挺後：陳毅 | 1937年10月28日-1947年1月27日 | 車橋戰役                                                                               |                                                            |                                                  |
| 单位         | 组建日期                                                       | 军长             | 任期                         | 主要战役                                                                               | 副军长                                                     | 注释                                             |
| 第十九集團軍 | 组建: 1937年9月 撤销: 1942年10月                               | 薛岳             | 1937年9月 – 1938年1月        | 淞沪会战                                                                               | 吴奇伟 香翰屏 刘膺古 俞济时 孙元良 万建藩 陈大庆 陈铁 李铣 | 粤军和中央军组成。1938年1月羅卓英带来了第十八军  |
| 第十九集團軍 | 组建: 1937年9月 撤销: 1942年10月                               | 羅卓英           | 1938年1月26日 – 1942年4月    | 武汉会战 南昌會戰 第一次长沙战役 1939年冬季攻势 上高會戰 第二次长沙战役 第三次长沙战役 | 吴奇伟 香翰屏 刘膺古 俞济时 孙元良 万建藩 陈大庆 陈铁 李铣 | 粤军和中央军组成。1938年1月羅卓英带来了第十八军  |
| 第十九集團軍 | 组建: 1937年9月 撤销: 1942年10月                               | 劉膺古           | 1942年4月 – 1942年7月        | 无                                                                                     | 吴奇伟 香翰屏 刘膺古 俞济时 孙元良 万建藩 陈大庆 陈铁 李铣 | 粤军和中央军组成。1938年1月羅卓英带来了第十八军  |
| 第十九集團軍 | 组建: 1937年9月 撤销: 1942年10月                               | 羅卓英           | 1942年7月 – 1942年10月       | 无                                                                                     | 吴奇伟 香翰屏 刘膺古 俞济时 孙元良 万建藩 陈大庆 陈铁 李铣 | 粤军和中央军组成。1938年1月羅卓英带来了第十八军  |
| 第十九集團軍 | 重新组建: 1943年4月 改编为整编第二十二军: 1946年9月            | 王仲廉           | 1943年4月 – 1943年9月        | 无                                                                                     | 吴奇伟 香翰屏 刘膺古 俞济时 孙元良 万建藩 陈大庆 陈铁 李铣 |                                                  |
| 第十九集團軍 | 重新组建: 1943年4月 改编为整编第二十二军: 1946年9月            | 湯恩伯           | 1943年9月 – 1944年1月        | 无                                                                                     | 吴奇伟 香翰屏 刘膺古 俞济时 孙元良 万建藩 陈大庆 陈铁 李铣 |                                                  |
| 第十九集團軍 | 重新组建: 1943年4月 改编为整编第二十二军: 1946年9月            | 陳大慶           | 1944年1月 – 1945年10月       | 豫湘桂會戰 豫西鄂北会战                                                                | 吴奇伟 香翰屏 刘膺古 俞济时 孙元良 万建藩 陈大庆 陈铁 李铣 |                                                  |
| 第十九集團軍 | 重新组建: 1943年4月 改编为整编第二十二军: 1946年9月            | 張雪中           | 1945年10月 – 1946年9月       | 无                                                                                     | 吴奇伟 香翰屏 刘膺古 俞济时 孙元良 万建藩 陈大庆 陈铁 李铣 |                                                  |
| 单位         | 组建日期                                                       | 总司令           | 任期                         | 主要战役                                                                               | 副总司令                                                   | 注释                                             |
| 第二十集團軍 | 组建: 1937年9月 撤销: 1945年6月                                | 商震             | 1937年9月 – 1940年7月        | 京汉线战役 武汉会战 南昌会战 第一次长沙战役 1939年冬季攻势                             | 万福麟 俞济时 霍揆彰 郑洞国 夏楚中 施北衡 黄杰 梁华盛 方天 | 商震第三十二军组建。                             |
| 第二十集團軍 | 组建: 1937年9月 撤销: 1945年6月                                | 霍揆章           | 1940年7月 – 1945年6月        | 第二次长沙战役 滇缅公路战役 滇西缅北战役 第二次缅甸远征                                | 万福麟 俞济时 霍揆彰 郑洞国 夏楚中 施北衡 黄杰 梁华盛 方天 | 商震第三十二军组建。                             |
| 第二十集團軍 | 重新组建: 1946年1月 改编为整编第二十一军: 1947年2月            | 夏楚中           | 1946年1月 – 1947年2月        | 无                                                                                     | 万福麟 俞济时 霍揆彰 郑洞国 夏楚中 施北衡 黄杰 梁华盛 方天 |                                                  |

### 第二十一至三十集團軍
| 单位           | 组建日期                                        | 总司令   | 任期                    | 主要战役 | 副总司令                                    | 注释                                           |
| -------------- | ----------------------------------------------- | -------- | ----------------------- | --- | ------------------------------------------- | ---------------------------------------------- |
| 第二十一集團軍 | 组建: 1937年10月 改编为第八绥靖区: 1945年10月   | 廖磊     | 1937年10月 – 1939年10月 | 淞沪会战 徐州会战 武汉会战 随枣会战                                                                               | 张义纯 刘和鼎 张淦 苏祖馨                   | 桂军组建，辖第七军、第四十八军。               |
| 第二十一集團軍 | 组建: 1937年10月 改编为第八绥靖区: 1945年10月   | 李品仙   | 1939年10月 – 1945年10月 | 1939年冬季攻势 第二次长沙战役 鄂西會戰 常德会战 豫西鄂北会战                                                      | 张义纯 刘和鼎 张淦 苏祖馨                   | 桂军组建，辖第七军、第四十八军。               |
| 单位           | 组建日期                                        | 总司令   | 任期                    | 主要战役 | 副总司令                                    | 注释                                           |
| 第二十二集團軍 | 组建: 1937年11月 改编为第五绥靖区: 1945年10月   | 鄧錫侯   | 1937年11月 – 1938年5月  | 太原会战 徐州会战                                                                                                 | 孙震 李家钰 董宋珩 陈鼎勋 李宗昉            | 鄧錫侯第四十五军组建                           |
| 第二十二集團軍 | 组建: 1937年11月 改编为第五绥靖区: 1945年10月   | 孫震     | 1938年5月 – 1945年10月  | 武汉会战 随枣会战 1939年冬季攻势 棗宜會戰 豫南會戰 鄂西會戰 常德会战 豫西鄂北会战                                 | 孙震 李家钰 董宋珩 陈鼎勋 李宗昉            | 鄧錫侯第四十五军组建                           |
| 单位           | 组建日期                                        | 总司令   | 任期                    | 主要战役 | 副总司令                                    | 注释                                           |
| 第二十三集團軍 | 组建: 1937年12月 撤销: 1945年10月               | 劉湘     | 1937年12月 – 1938年1月  | 徐州会战 | 唐式遵 郭勋祺 刘雨卿 陈万仞 李觉 陶广 佟毅  | 川军第二十一军组建                             |
| 第二十三集團軍 | 组建: 1937年12月 撤销: 1945年10月               | 唐式遵   | 1938年1月 – 1945年10月  | 淞沪会战 南京保衛戰 随枣会战 1939年冬季攻势 棗宜會戰 豫南会战 浙赣战役 鄂西會戰 常德会战 豫西鄂北会战             | 唐式遵 郭勋祺 刘雨卿 陈万仞 李觉 陶广 佟毅  | 川军第二十一军组建                             |
| 单位           | 组建日期                                        | 总司令   | 任期                    | 主要战役 | 副总司令                                    | 注释                                           |
| 第二十四集團軍 | 组建: 1937年12月 撤销: 1939年2月                | 顧祝同兼 | 1937年12月 – 1938年3月  | 徐州会战 | 韓德勤（代） 张轸 马法五 刘进 彭位仁 傅仲芳 | 苏北的韓德勤第八十九军、缪澂流第五十七军       |
| 第二十四集團軍 | 组建: 1937年12月 撤销: 1939年2月                | 韓德勤   | 1938年3月 – 1939年2月   | 无 | 韓德勤（代） 张轸 马法五 刘进 彭位仁 傅仲芳 | 苏北的韓德勤第八十九军、缪澂流第五十七军       |
| 第二十四集團軍 | 重新组建: 1939年9月 撤销: 1943年12月            | 龐炳勛   | 1939年9月 – 1943年5月   | 晋南会战 | 韓德勤（代） 张轸 马法五 刘进 彭位仁 傅仲芳 |                                                |
| 第二十四集團軍 | 重新组建: 1939年9月 撤销: 1943年12月            | 蔣鼎文   | 1943年5月 – 1943年12月  | 无 | 韓德勤（代） 张轸 马法五 刘进 彭位仁 傅仲芳 |                                                |
| 第二十四集團軍 | 重新组建: 1944年2月 撤销: 1945年3月             | 王耀武   | 1944年2月 – 1945年3月   | 长衡会战 桂柳會戰                                                                                                 | 韓德勤（代） 张轸 马法五 刘进 彭位仁 傅仲芳 |                                                |
| 单位           | 组建日期                                        | 总司令   | 任期                    | 主要战役 | 副总司令                                    | 注释                                           |
| 第二十五集團軍 | 组建: 1937年12月 撤销: 1938年1月                | 羅卓英   | 1937年12月 – 1938年1月  | 南京保衛戰 | 李觉 刘多荃 张文清                          |                                                |
| 第二十五集團軍 | 重新组建: 1939年1月 撤销: 1942年3月             | 陳儀     | 1939年1月 – 1941年9月   | 1939年冬季攻势 | 李觉 刘多荃 张文清                          |                                                |
| 第二十五集團軍 | 重新组建: 1939年1月 撤销: 1942年3月             | 劉建緒   | 1941年9月 – 1942年3月   | 无 | 李觉 刘多荃 张文清                          |                                                |
| 第二十五集團軍 | 重新组建: 1942年7月 撤销: 1945年10月            | 李覺     | 1942年7月 – 1945年10月  | 无 | 李觉 刘多荃 张文清                          |                                                |
| 单位           | 组建日期                                        | 总司令   | 任期                    | 主要战役 | 副总司令                                    | 注释                                           |
| 第二十六集團軍 | 组建: 1938年1月 撤销: 1938年12月                | 徐源泉   | 1938年1月 – 1938年12月  | 徐州会战 武汉会战                                                                                                 | 李默庵 施北衡 区寿年 宋肯堂 刘祖舜 米文和   | 徐源泉第十军组建。1938年底因作战不利撤编。     |
| 第二十六集團軍 | 重新组建: 1939年10月 撤销: 1945年10月           | 黃琪翔   | 1939年10月 – 1939年11月 | 无 | 李默庵 施北衡 区寿年 宋肯堂 刘祖舜 米文和   |                                                |
| 第二十六集團軍 | 重新组建: 1939年10月 撤销: 1945年10月           | 蔡廷鍇   | 1939年11月 – 1940年7月  | 无 | 李默庵 施北衡 区寿年 宋肯堂 刘祖舜 米文和   |                                                |
| 第二十六集團軍 | 重新组建: 1939年10月 撤销: 1945年10月           | 周喦     | 1940年7月 – 1944年4月   | 第二次长沙战役 鄂西会战 常德会战                                                                                  | 李默庵 施北衡 区寿年 宋肯堂 刘祖舜 米文和   |                                                |
| 第二十六集團軍 | 重新组建: 1939年10月 撤销: 1945年10月           | 宋肯堂   | 1944年4月 – 1945年10月  | 无 | 李默庵 施北衡 区寿年 宋肯堂 刘祖舜 米文和   |                                                |
| 单位           | 组建日期                                        | 总司令   | 任期                    | 主要战役 | 副总司令                                    | 注释                                           |
| 第二十七集團軍 | 组建: 1938年1月 改编为整编第二十四军: 1946年5月 | 楊森     | 1938年1月 – 1945年1月   | 徐州会战 武汉会战 南昌会战 第一次长沙战役 1939年冬季攻势 第二次长沙战役 第三次长沙战役 鄂西会战 长衡会战 桂柳會戰 | 李玉堂 欧震                                 | 楊森第二十军组建。                             |
| 第二十七集團軍 | 组建: 1938年1月 改编为整编第二十四军: 1946年5月 | 李玉堂   | 1945年1月 – 1946年5月   | 桂柳反攻 | 杨汉域 丁治磐                               | 参谋长晏子风，杨干才第二十军、丁治磐第二十六军 |
| 单位           | 组建日期                                        | 总司令   | 任期                    | 主要战役 | 副总司令                                    | 注释                                           |
| 第二十八集團軍 | 组建: 1938年1月 撤销: 1942年4月                 | 潘文華   | 1938年1月 – 1942年4月   | 无 | 陈又新 孙元良 唐星 方先觉                   | 潘文華第二十三军组建。                         |
| 第二十八集團軍 | 重新组建: 1943年2月 撤销: 1945年10月            | 李仙洲   | 1942年6月 – 1945年10月  | 豫湘桂會戰 豫西鄂北會戰                                                                                           | 陈又新 孙元良 唐星 方先觉                   |                                                |
| 单位           | 组建日期                                        | 总司令   | 任期                    | 主要战役 | 副总司令                                    | 注释                                           |
| 第二十九集團軍 | 组建: 1938年1月 撤销: 1945年10月                | 王纘緒   | 1938年1月 – 1944年3月   | 武汉会战 随枣会战 1939年冬季攻势 枣宜会战 豫南会战 第二次长沙战役 鄂北会战 常德会战                               | 许绍宗 廖震 彭位仁 傅仲芳 张卓              | 王纘緒第四十四军组建                           |
| 第二十九集團軍 | 组建: 1938年1月 撤销: 1945年10月                | 李鐵軍   | 1944年3月 – 1945年10月  | 无 | 许绍宗 廖震 彭位仁 傅仲芳 张卓              | 王纘緒第四十四军组建                           |
| 单位           | 组建日期                                        | 总司令   | 任期                    | 主要战役 | 副总司令                                    | 注释                                           |
| 第三十集團軍   | 组建: 1938年4月 撤销: 1945年10月                | 王陵基   | 1938年4月 – 1945年10月  | 武汉会战 南昌会战 第一次长沙战役 1939年冬季攻势 上高會戰 第二次长沙战役 第三次长沙战役 鄂西会战 常德会战 长衡会战 | 萧之楚 彭位仁 廖震                          | 王陵基部川军组建，辖第七十二军、第七十八军。   |

### 第三十一至第四十集團軍
| 单位           | 组建日期                                          | 总司令      | 任期                       | 主要战役                                                                | 副总司令                                                          | 注释                                               |
| -------------- | ------------------------------------------------- | ----------- | -------------------------- | ----------------------------------------------------------------------- | ----------------------------------------------------------------- | -------------------------------------------------- |
| 第三十一集團軍 | 组建: 1938年6月 改称整编第26军: 1946年12月        | 湯恩伯      | 1938年6月 – 1943年9月      | 武汉会战 南昌会战 第一次长沙战役 1939年冬季攻势 豫南会战 第二次长沙战役 | 关麟征 周岩 王仲廉 许绍宗 张雪中 李楚瀛                           | 湯恩伯部第十三军组建。                             |
| 第三十一集團軍 | 组建: 1938年6月 改称整编第26军: 1946年12月        | 王仲廉      | 1943年9月 – 1946年12月     | 豫湘桂會戰 豫西鄂北會戰                                                 | 关麟征 周岩 王仲廉 许绍宗 张雪中 李楚瀛                           | 湯恩伯部第十三军组建。                             |
| 单位           | 组建日期                                          | 总司令      | 任期                       | 主要战役                                                                | 副总司令                                                          | 注释                                               |
| 第三十二集團軍 | 组建: 1938年7月 改称整编第二十七军: 1946年8月     | 上官雲相    | 1938年7月 – 1942年9月      | 南昌会战 1939年冬季攻势 第二次长沙战役                                  | 王东原 王敬久 刘雨卿 郭勋祺 陶广 竺鸣涛 陈沛                      | 辖第二十五军、第二十九军。                         |
| 第三十二集團軍 | 组建: 1938年7月 改称整编第二十七军: 1946年8月     | 李默庵      | 1942年9月 – 1946年8月      | 无                                                                      | 王东原 王敬久 刘雨卿 郭勋祺 陶广 竺鸣涛 陈沛                      | 辖第二十五军、第二十九军。                         |
| 第三十二集團軍 | 组建: 1938年7月 改称整编第二十七军: 1946年8月     | 王敬玖      | 1946年8月 – 1946年8月      | 无                                                                      | 王东原 王敬久 刘雨卿 郭勋祺 陶广 竺鸣涛 陈沛                      | 辖第二十五军、第二十九军。                         |
| 单位           | 组建日期                                          | 总司令      | 任期                       | 主要战役                                                                | 副总司令                                                          | 注释                                               |
| 第三十三集團軍 | 组建: 1938年10月 改编为第三绥靖区: 1945年10月     | 張自忠 阵亡 | 1938年10月 – 1940年5月     | 武汉会战 随枣会战 1939年冬季攻势 枣宜会战                               | 冯治安 郭忏 周碞 李文田 刘和鼎 刘雨卿 张义纯 张克侠               | 宋哲元第一集团军缩编                               |
| 第三十三集團軍 | 组建: 1938年10月 改编为第三绥靖区: 1945年10月     | 馮治安      | 1940年5月 – 1945年10月     | 枣宜会战 豫南会战 第二次长沙战役 鄂西会战 常德会战 豫西鄂北会战         | 冯治安 郭忏 周碞 李文田 刘和鼎 刘雨卿 张义纯 张克侠               | 宋哲元第一集团军缩编                               |
| 单位           | 组建日期                                          | 总司令      | 任期                       | 主要战役                                                                | 副总司令                                                          | 注释                                               |
| 第三十四集團軍 | 组建: 1939年1月 改称第四兵团: 1948年11月          | 蔣鼎文      | 1939年1月 – 1939年8月      | 无                                                                      | 胡宗南 宋希濂 樊崧甫 陶峙岳 范汉杰 李延年 董钊 李文 周体仁 李明灏 | 胡宗南嫡系，辖第二十七军、第九十军。               |
| 第三十四集團軍 | 组建: 1939年1月 改称第四兵团: 1948年11月          | 胡宗南      | 1939年8月 – 1943年2月      | 无                                                                      | 胡宗南 宋希濂 樊崧甫 陶峙岳 范汉杰 李延年 董钊 李文 周体仁 李明灏 | 胡宗南嫡系，辖第二十七军、第九十军。               |
| 第三十四集團軍 | 组建: 1939年1月 改称第四兵团: 1948年11月          | 李延年      | 1943年2月 – 1945年1月      | 豫湘桂會戰                                                              | 胡宗南 宋希濂 樊崧甫 陶峙岳 范汉杰 李延年 董钊 李文 周体仁 李明灏 | 胡宗南嫡系，辖第二十七军、第九十军。               |
| 第三十四集團軍 | 组建: 1939年1月 改称第四兵团: 1948年11月          | 李文        | 1945年1月 – 1948年11月     | 无                                                                      | 胡宗南 宋希濂 樊崧甫 陶峙岳 范汉杰 李延年 董钊 李文 周体仁 李明灏 | 胡宗南嫡系，辖第二十七军、第九十军。               |
| 单位           | 组建日期                                          | 总司令      | 任期                       | 主要战役                                                                | 副总司令                                                          | 注释                                               |
| 第三十五集團軍 | 组建: 1939年10月 撤销: 1945年3月                  | 李漢魂      | 1939年10月 – 1940年1月     | 无                                                                      | 邓龙光 朱晖日 邹洪                                                | 粤军第六十四军组建                                 |
| 第三十五集團軍 | 组建: 1939年10月 撤销: 1945年3月                  | 鄧龍光      | 1940年1月 – 1945年3月      | 桂柳会战                                                                | 邓龙光 朱晖日 邹洪                                                | 粤军第六十四军组建                                 |
| 单位           | 组建日期                                          | 总司令      | 任期                       | 主要战役                                                                | 副总司令                                                          | 注释                                               |
| 第三十六集團軍 | 组建: 1939年10月 撤销: 1945年1月                  | 李家鈺 阵亡 | 1939年10月 – 1944年6月     | 豫湘桂會戰                                                              | 高桂滋 陈铁                                                       | 李家鈺第四十七军组建                               |
| 第三十六集團軍 | 组建: 1939年10月 撤销: 1945年1月                  | 劉戡        | 1944年6月 – 1944年12月     | 无                                                                      | 高桂滋 陈铁                                                       | 李家鈺第四十七军组建                               |
| 第三十六集團軍 | 组建: 1939年10月 撤销: 1945年1月                  | 李玉堂      | 1944年12月27日 – 1945年1月 | 无                                                                      | 方先觉 刘祖舜                                                     | 参谋长张震中。辖周士冕第二十七军、谢辅三暂编第四军 |
| 第三十六集團軍 | 重新组建: 1945年3月 撤销: 1945年6月               | 俞濟時      | 1945年3月 – 1945年6月      | 无                                                                      | 文朝籍                                                            |                                                    |
| 单位           | 组建日期                                          | 总司令      | 任期                       | 主要战役                                                                | 副总司令                                                          | 注释                                               |
| 第三十七集團軍 | 组建: 1939年11月 撤销: 1940年4月                  | 葉肇        | 1939年11月 – 1940年4月     | 桂西会战                                                                | 李铁军 韩锡侯 王文彦 李世龙                                       | 粤军，辖第六十六军、暂编第二军。                   |
| 第三十七集團軍 | 重新组建: 1942年6月 改称整编第二十九军: 1946年8月 | 陶峙岳      | 1942年6月 – 1944年4月      | 无                                                                      | 李铁军 韩锡侯 王文彦 李世龙                                       |                                                    |
| 第三十七集團軍 | 重新组建: 1942年6月 改称整编第二十九军: 1946年8月 | 丁德隆      | 1944年4月 – 1945年12月     | 无                                                                      | 李铁军 韩锡侯 王文彦 李世龙                                       |                                                    |
| 第三十七集團軍 | 重新组建: 1942年6月 改称整编第二十九军: 1946年8月 | 劉戡        | 1945年12月 – 1946年8月     | 无                                                                      | 李铁军 韩锡侯 王文彦 李世龙                                       |                                                    |
| 单位           | 组建日期                                          | 总司令      | 任期                       | 主要战役                                                                | 副总司令                                                          | 注释                                               |
| 第三十八集團軍 | 组建: 1939年12月 撤销: 1940年4月                  | 徐庭瑤      | 1939年12月 – 1940年4月     | 桂西会战                                                                | 李默庵 赵锡光 丁德隆 刘祖舜 高桂滋 张耀明                         | 中央军，辖第九十军。                               |
| 第三十八集團軍 | 重新组建: 1942年6月 改称整编第一军: 1946年11月    | 范漢杰      | 1942年6月 – 1945年1月      | 无                                                                      | 李默庵 赵锡光 丁德隆 刘祖舜 高桂滋 张耀明                         |                                                    |
| 第三十八集團軍 | 重新组建: 1942年6月 改称整编第一军: 1946年11月    | 董釗        | 1945年1月 – 1946年11月     | 无                                                                      | 李默庵 赵锡光 丁德隆 刘祖舜 高桂滋 张耀明                         |                                                    |
| 单位           | 组建日期                                          | 总司令      | 任期                       | 主要战役                                                                | 副总司令                                                          | 注释                                               |
| 第三十九集團軍 | 组建: 1940年4月 撤销: 1944年9月                   | 石友三      | 1939年1月 – 1941年2月      | 无                                                                      | 高树勋 孙良诚 米文和 胡伯翰 张雪中 裴昌会                         | 石友三第六十九军组建。                             |
| 第三十九集團軍 | 组建: 1940年4月 撤销: 1944年9月                   | 衛立煌      | 1941年2月 – 1942年1月      | 无                                                                      | 高树勋 孙良诚 米文和 胡伯翰 张雪中 裴昌会                         | 石友三第六十九军组建。                             |
| 第三十九集團軍 | 组建: 1940年4月 撤销: 1944年9月                   | 蔣鼎文      | 1942年1月 – 1942年1月      | 无                                                                      | 高树勋 孙良诚 米文和 胡伯翰 张雪中 裴昌会                         | 石友三第六十九军组建。                             |
| 第三十九集團軍 | 组建: 1940年4月 撤销: 1944年9月                   | 高樹勛      | 1942年1月 – 1944年9月      | 无                                                                      | 高树勋 孙良诚 米文和 胡伯翰 张雪中 裴昌会                         | 石友三第六十九军组建。                             |
| 单位           | 组建日期                                          | 总司令      | 任期                       | 主要战役                                                                | 副总司令                                                          | 注释                                               |
| 第四十集團軍   | 组建: 1943年9月 撤销: 1945年10月                  | 馬步芳      | 1943年9月 – 1945年10月     | 无                                                                      | 马步青                                                            |                                                    |

### 第四十一至第四十三集团军
第四十一集团军原本是为策反高树勋所辖之民主联军所用，并未实际组建。
第四十三集团军原本是为策反民军所用，來不及组建。
| 单位           | 组建日期                                    | 总司令          | 任期                  | 主要战役 | 副总司令 | 注释 |
| -------------- | ------------------------------------------- | --------------- | --------------------- | -------- | -------- | ---- |
| 第四十二集团军 | 组建: 1947年1月 缩编为暂编第23师: 1947年8月 | 郝鹏举 （被俘） | 1947年1月 – 1947年2月 | 无       |          |      |
| 第四十二集团军 | 组建: 1947年1月 缩编为暂编第23师: 1947年8月 | 毕书文          | 1947年2月 – 1947年8月 | 无       |          |      |

郝鹏举于1947年1月26日在驻地徐班庄叛离共军，宣布“还军于国”，加入国民革命军，连夜退入国统区移驻白塔埠，被委任为鲁南绥靖区司令长官兼第42集团军中将总司令。辖4个师、1个特务团。 
这三个集团军组建及撤销于国共内战期间，无其他可补充信息。

### 其他集团军
1946年，委任了东北挺进军：
- 第一集团军总司令李华堂
- 第十五集团军总司令谢文东

## 1954年后
1954年，中華民國國軍在臺灣恢復陸軍軍團編制，編制如下：
- 第一軍團：
  - 第一軍（原第50軍）：轄第26、27、58師。
  - 第二軍（原第67軍）：轄第57、81、84師。
  - 第三軍（原第87軍）：轄第9、10、32師。
  - 第四軍（原第5、19軍合併整編）：轄第22、23、24、45師（駐福建金門）。
- 第二軍團：
  - 第七軍（原第18軍）：轄第17、19、69師。
  - 第八軍（原第52軍）：轄第33、34、68師。
  - 第九軍（原第75軍）：轄第41、46、92師。
  - 第十軍（原第80軍）：轄第49、51、93師。

1976年，第一軍團更銜為第六軍團、第二軍團更銜為第十軍團。
1979年，陸軍訓練作戰發展司令部正式改組整編為第八軍團。 至此陸軍編成3個軍團分別為第六軍團、第八軍團、第十軍團。
2006年，各軍團「司令部」更銜為「指揮部」，司令官也改稱為指揮官但仍維持中將編階。